# Bugasong
Bugasong (Bayan ng Bugasong) är en kommun i Filippinerna. Kommunen ligger på ön Panay, och tillhör provinsen Antique. Folkmängden uppgår till 33 642 invånare år 2015.

## Barangayer
Bugasong är indelat i 27 barangayer.
| - Anilawan - Arangote - Bagtason - Camangahan - Cubay North - Cubay South - Guija - Igbalangao - Igsoro - Ilaures - Jinalinan - Lacayon - Maray - Paliwan | - Pangalcagan - Centro Ilawod (Pob.) - Centro Ilaya (Pob.) - Centro Pojo (Pob.) - Sabang East - Sabang West - Tagudtud North - Tagudtud South - Talisay - Tica - Tono-an - Yapu - Zaragoza |

## Bildgalleri

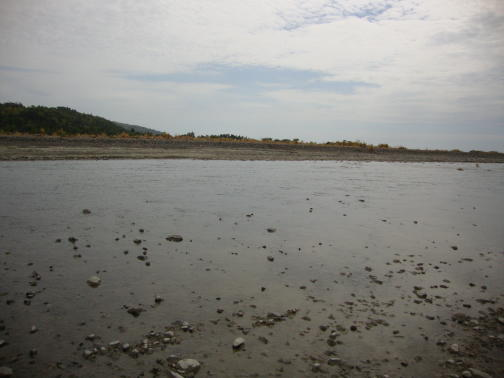
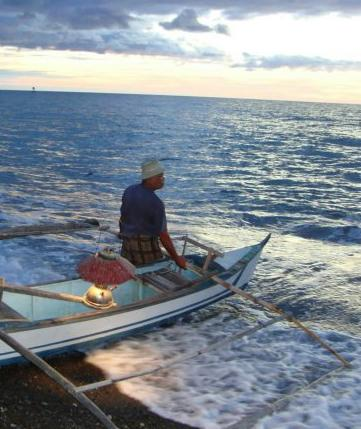
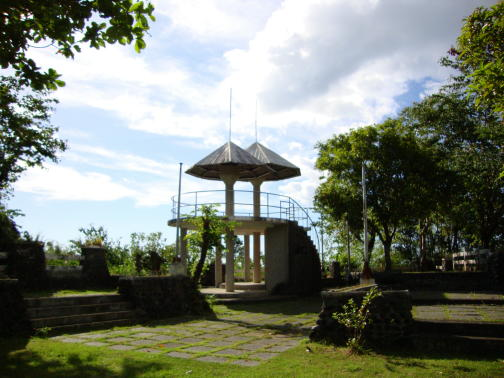
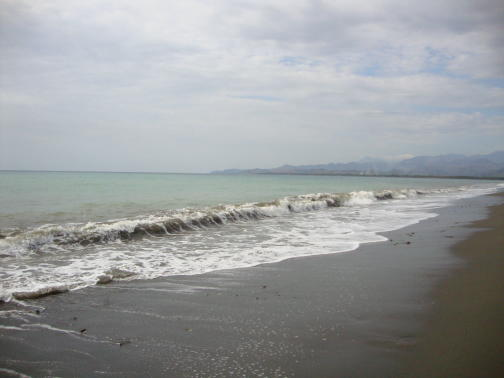
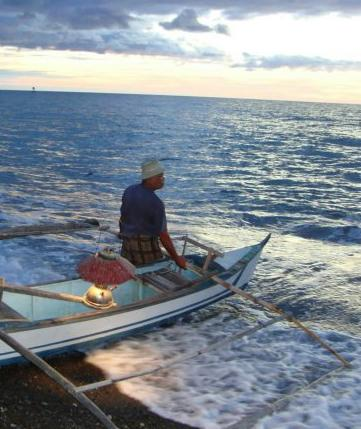